# João Diogo
João Diogo Gomes Freitas, mais conhecido como João Diogo (Funchal, 28 de Fevereiro de 1988), é um futebolista português que joga como lateral-direito.